# تپه قلعه کور
تپه قلعه کور مربوط به دوره ساسانیان است و در شهرستان جاجرم، بخش مرکزی، دهستان میاندشت، ۲۵ کیلومتری شمال غرب شهر درق واقع شده و این اثر در تاریخ ۳۰ بهمن ۱۳۸۶ با شمارهٔ ثبت ۲۱۱۰۷ به‌عنوان یکی از آثار ملی ایران به ثبت رسیده‌است.